# Umi Myers
Umi Myers (* 2. Januar 2000 in England) ist eine britische Schauspielerin.

## Leben und Karriere
Myers wurde am 2. Januar 2000 geboren. Sie absolvierte 2021 die Guildhall School of Music and Drama. Ihr Debüt gab sie 2023 in einer Folge in Silent Witness. Im selben Jahr spielte sie im Bühnenstück The Mirror and the Light am Gielgud Theatre in London mit. Anschließend trat sie 2024 in dem Film Bob Marley: One Love. Außerdem übernahm sie in der Serie Dope Girls eine der Hauptrollen. Demächst wird sie im Film Mārama zubsehen sein.

## Filmografie
- 2023: Silent Witness (Fernsehserie, 1 Episode)
- 2024: Bob Marley: One Love
- 2025: Dope Girls (Fernsehserie)